# Alchemilla auriculata
Alchemilla auriculata é uma espécie de rosácea do gênero Alchemilla, pertencente à família Rosaceae.